# Marquesado del Llevant de Mallorca
El marquesado del Llevant de Mallorca es un título nobiliario español creado el 24 de junio de 2025 por el rey Felipe VI a favor de Rafael Nadal Parera, extenista profesional, en reconocimiento a la labor desempeñada durante su carrera deportiva.

## Denominación
El título recibe su nombre del Levante (en catalán: Llevant), una comarca situada en la isla de Mallorca cuyo principal municipio es Manacor, lugar de origen del primer titular.

## Concesión
Fue creado mediante Real Decreto 517/2025, de 24 de junio, (publicado en el BOE del 25 de junio):

«El espíritu de superación, la tenacidad, la disciplina, la deportividad y la sencillez auténtica, dentro y fuera de la pista, han llevado a don Rafael Nadal Parera a la cima del tenis mundial y son un ejemplo de los más altos valores deportivos, por lo que, queriendo demostrarle mi Real aprecio,
Vengo en otorgarle el título de Marqués del Llevant de Mallorca, para sí y sus sucesores, de acuerdo con la legislación nobiliaria española.»
Felipe R.

## Marqueses del Llevant de Mallorca
|                        | Titular                | Periodo                |
| Creación por Felipe VI | Creación por Felipe VI | Creación por Felipe VI |
| ---------------------- | ---------------------- | ---------------------- |
| I                      | Rafael Nadal Parera    | 2025-actual titular    |

## Historia de los marqueses del Llevant de Mallorca
I. Rafael Nadal Parera (n. Manacor, 3 de junio de 1986), i marqués del Llevant de Mallorca, Premio Príncipe de Asturias de los Deportes, Premio Nacional del Deporte y caballero gran cruz de la Real Orden del Mérito Deportivo.
Se casó con María Francisca Perelló Pascual en 2019. Tienen dos hijos: Rafael (n. 2022) y Miquel (n. 2025).